# یواس‌اس اسکالپین (اس‌اس-۱۹۱)
یواس‌اس اسکالپین (اس‌اس-۱۹۱) (به انگلیسی: USS Sculpin (SS-191)) یک زیردریایی است که طول آن ۳۱۰ فوت ۶ اینچ (۹۴٫۶۴ متر) می‌باشد. این زیردریایی در سال ۱۹۳۸ ساخته شد.